# Croix de Kergouledec
La Croix de Kergouledec ou Croix de Kergouldec est située près du lieu-dit de "Kergouledec", au croisement de la rue de Plœmeur et de la rue de Kergouldec, sur la commune de Larmor-Plage dans le Morbihan.

## Historique
La croix de Kergouledec fait l’objet d’une inscription au titre des monuments historiques depuis le 14 décembre 1928.
1558 est inscrit sur la croix.

## Architecture
La croix aux bras pattés ne possède pas de fût.